# Amica America
Amica America, sous-titré Voyage de Jean Giraudoux, est un roman de Jean Giraudoux publié en 1918 aux éditions Émile-Paul Frères. Il a été illustré dans sa première édition par Maxime Dethomas.

## Éditions
- Amica America, éditions Émile-Paul frères, 1918